# Triefenstein
Triefenstein este o comună-târg din districtul Main-Spessart, regiunea administrativă Franconia Inferioară, landul Bavaria, Germania.

## Galerie de imagini

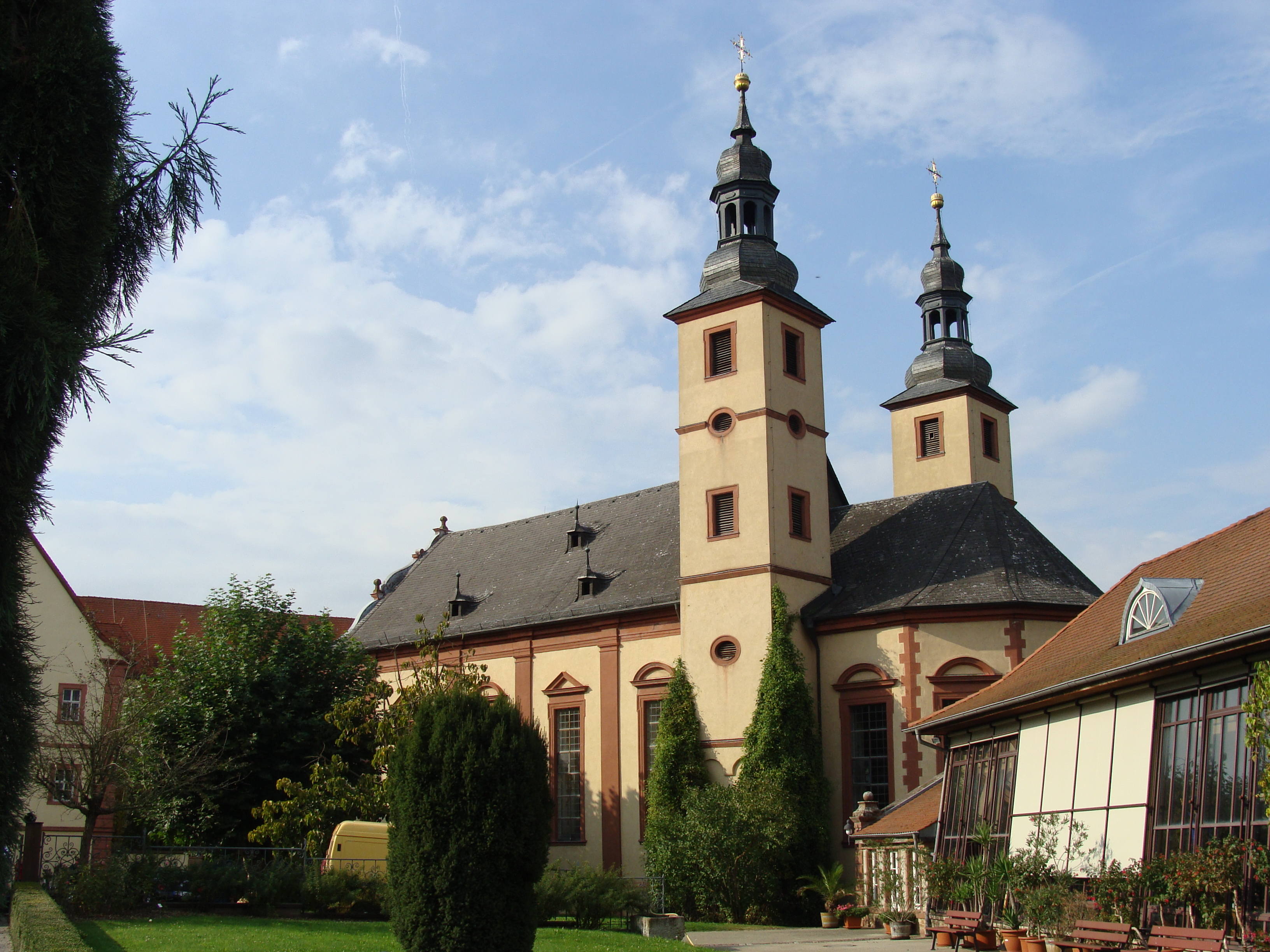
Mănăstirea Triefenstein⁠(de)[traduceți]
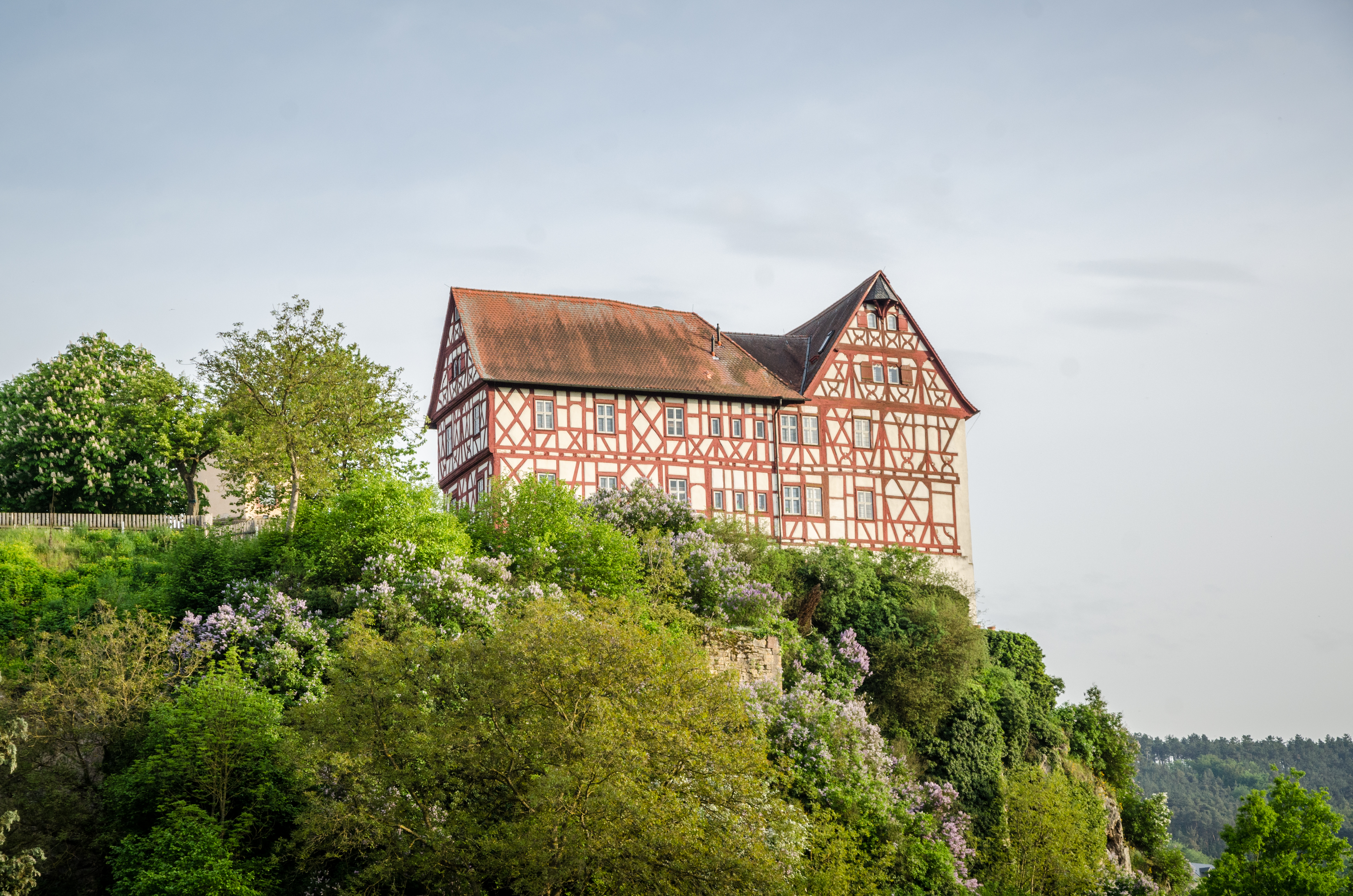
Castelul Homburg⁠(de)[traduceți]
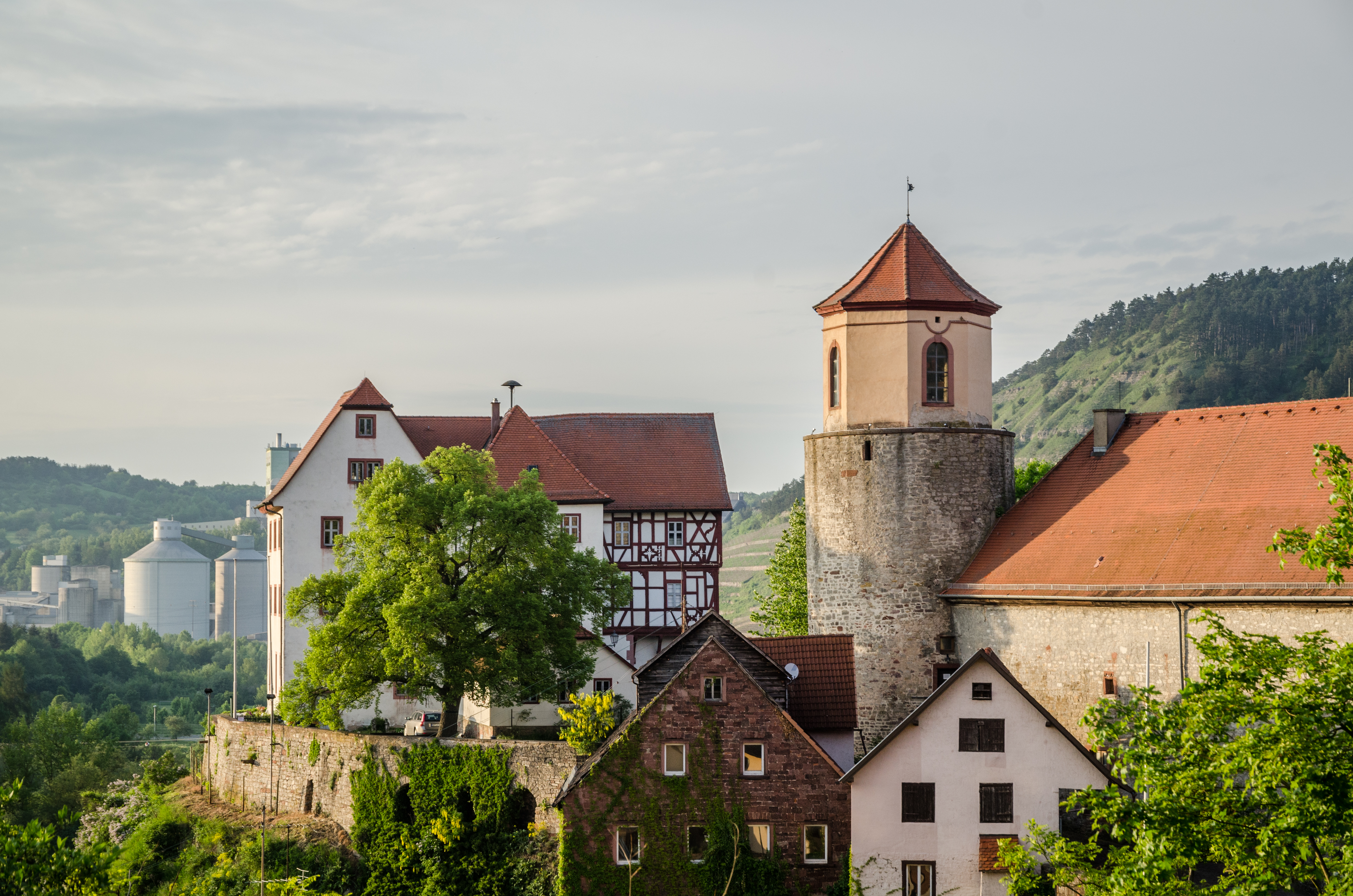
Donjonul castelului  (sec. al XII-lea)